# Clásico RCN 2019
La 59.ª edición del Clásico RCN (oficialmente: Clásico RCN Cerveza Andina 2019) fue una carrera de ciclismo en ruta por etapas que se celebró entre el 20 y el 29 de septiembre de 2019 con inicio en la ciudad de Santa Fe de Antioquia y final en la ciudad de Cali en Colombia. El recorrido constó de un total de 10 etapas sobre una distancia total de 1265,9 km.
La carrera se realizó como una competencia de categoría nacional no UCI siendo parte del calendario de la Federación Colombiana de Ciclismo para 2019 y fue ganada por el ciclista español Óscar Sevilla del equipo Medellín. El podio lo completaron, en segundo lugar, Didier Chaparro del Orgullo Antioqueño y en tercer lugar Ángel Alexander Gil del EPM-Scott.

## Equipos participantes
Tomaron la partida un total de 19 equipos, de los cuales 7 fueron de categoría Continental y 12 equipos regionales y de clubes, quienes conformaron un pelotón de 173 ciclistas de los cuales terminaron 124. Los equipos participantes fueron:
| Equipos continentales (7)- Coldeportes Zenú - EPM-Scott - Medellín - Coldeportes Bicicletas Strongman - GW Shimano Chaoyang Kixx Envía PX Lazer - Orgullo Paisa - BetPlay Cycling Team Equipos ciclistas aficionados (6)- EBSA Empresa de Energía Boyacá - Avinal-GW-Carmen de Viboral - Tolima es Pasión - Fundación Depormundo - Sundark Arawak - Néctar-Gobernación de Cundinamarca Equipos regionales y de clubes (6)- Supergiros-Alcaldía de Manizales - JB-Flowerpack - AV Villas Team - Boyacá es Para Vivirla - Liciclismo Huila - Ciclo Valle |
| |

## Etapas
La primera etapa la carrera se corrió siguiendo un formato introducido en la edición anterior denominado como "contrarreloj en grupos" mediante el cual el pelotón se divide en 3 grandes grupos conformados por un tercio de los corredores de cada equipo, seleccionados previamente por su director deportivo. Cada grupo resultante corre su propia etapa o manga. El ganador de la etapa, será el ganador de la manga que tomó menos tiempo en arribar a la meta. Las diferencias de tiempo entre los grupos serán las mismas asignadas para cada ciclista en la clasificación general tras la etapa corrida bajo este formato.
| Etapa      | Fecha     | Recorrido                           | type                     | Distancia (km) | Ganador                 | Líder         |
| ---------- | --------- | ----------------------------------- | ------------------------ | -------------- | ----------------------- | ------------- |
| 1.ª etapa  | 20 de sep | Santa Fe de Antioquia – Sopetrán    | contrarreloj por equipos | 22,1           | Johan Colón             | Johan Colón   |
| 2.ª etapa  | 21 de sep | Medellín – Bello                    | etapa escarpada          | 139            | Óscar Sevilla           | Óscar Sevilla |
| 3.ª etapa  | 22 de sep | El Santuario – La Dorada            | etapa escarpada          | 188,4          | Óscar Quiroz            | Óscar Sevilla |
| 4.ª etapa  | 23 de sep | La Dorada – La Vega                 | etapa de media montaña   | 121,9          | Alexander Cepeda        | Óscar Sevilla |
| 5.ª etapa  | 24 de sep | Cajicá – Villa de Leyva             | etapa escarpada          | 152,2          | Luis Carlos Chía        | Óscar Sevilla |
| 6.ª etapa  | 25 de sep | Sáchica – Sesquilé                  | etapa escarpada          | 120,5          | Brayan Sánchez          | Óscar Sevilla |
| 7.ª etapa  | 26 de sep | Fusagasugá – Ibagué                 | etapa llana              | 168,7          | Edwar Stiber Ortiz Caro | Óscar Sevilla |
| 8.ª etapa  | 27 de sep | Ibagué – Buga                       | etapa de montaña         | 209,6          | Óscar Quiroz            | Óscar Sevilla |
| 9.ª etapa  | 28 de sep | Tuluá – Santiago de Cali            | etapa llana              | 131            | Juan Pablo Restrepo     | Óscar Sevilla |
| 10.ª etapa | 29 de sep | Santiago de Cali – Santiago de Cali | contrarreloj individual  | 12,5           | Didier Merchán          | Óscar Sevilla |

## Clasificaciones finales
Las clasificaciones finalizaron de la siguiente forma:

### Clasificación general
| \| Clasificación general \| Clasificación general \| Clasificación general \| Clasificación general \| Clasificación general \| \| Ciclista \| Ciclista \| Equipo \| Tiempo \| \| \| --------------------- \| --------------------- \| -------------------------------- \| --------------------- \| --------------------- \| \| 1.º \| Óscar Sevilla \| Medellín \| 29 h 52 min 23 s \| \| \| 2.º \| Didier Chaparro \| Orgullo Paisa \| + 1 min 05 s \| \| \| 3.º \| Alexander Gil \| EPM \| + 1 min 07 s \| \| \| 4.º \| Freddy Montaña \| EPM \| + 1 min 35 s \| \| \| 5.º \| George Tibaquirá \| Sundark Arawak \| + 1 min 53 s \| \| \| 6.º \| Jonathan Cañaveral \| Coldeportes Bicicletas Strongman \| + 2 min 10 s \| \| \| 7.º \| Edward Beltrán \| Medellín \| + 2 min 27 s \| \| \| 8.º \| Óscar Quiroz \| Coldeportes Bicicletas Strongman \| + 2 min 33 s \| \| \| 9.º \| Bernardo Suaza \| Supergiros-Alcaldía de Manizales \| + 3 min 11 s \| \| \| 10.º \| Brandon Rivera \| GW Shimano \| + 3 min 25 s \| \| |                    |                                  |                  |
| |                    |                                  |                  |
| |                    |                                  |                  |
| Clasificación general |                    |                                  |                  |
| Ciclista | Ciclista           | Equipo                           | Tiempo           |
| 1.º | Óscar Sevilla      | Medellín                         | 29 h 52 min 23 s |
| 2.º | Didier Chaparro    | Orgullo Paisa                    | + 1 min 05 s     |
| 3.º | Alexander Gil      | EPM                              | + 1 min 07 s     |
| 4.º | Freddy Montaña     | EPM                              | + 1 min 35 s     |
| 5.º | George Tibaquirá   | Sundark Arawak                   | + 1 min 53 s     |
| 6.º | Jonathan Cañaveral | Coldeportes Bicicletas Strongman | + 2 min 10 s     |
| 7.º | Edward Beltrán     | Medellín                         | + 2 min 27 s     |
| 8.º | Óscar Quiroz       | Coldeportes Bicicletas Strongman | + 2 min 33 s     |
| 9.º | Bernardo Suaza     | Supergiros-Alcaldía de Manizales | + 3 min 11 s     |
| 10.º | Brandon Rivera     | GW Shimano                       | + 3 min 25 s     |

### Clasificación de la montaña
| Clasificación de la montaña | Clasificación de la montaña | Clasificación de la montaña      | Clasificación de la montaña | Clasificación de la montaña |
| Ciclista                    | Ciclista                    | Equipo                           | Puntos                      |                             |
| --------------------------- | --------------------------- | -------------------------------- | --------------------------- | --------------------------- |
| 1.º                         | Edison Muñoz                | Orgullo Paisa                    | 47 pts                      |                             |
| 2.º                         | Nicolás Paredes             | Medellín                         | 39 pts                      |                             |
| 3.º                         | Diego Camargo               | Coldeportes-Zenú                 | 38 pts                      |                             |
| 4.º                         | Heiner Parra                | GW Shimano                       | 34 pts                      |                             |
| 5.º                         | Ivan Darío Bothia           | Boyacá es Para Vivirla           | 26 pts                      |                             |
| 6.º                         | Jhon Anderson Rodríguez     | EPM                              | 24 pts                      |                             |
| 7.º                         | Didier Merchán              | Coldeportes Bicicletas Strongman | 18 pts                      |                             |
| 8.º                         | Óscar Sevilla               | Medellín                         | 16 pts                      |                             |
| 9.º                         | Brayan Hernández            | Coldeportes Bicicletas Strongman | 15 pts                      |                             |
| 10.º                        | Brandon Rivera              | GW Shimano                       | 15 pts                      |                             |

### Clasificación de la regularidad
| Clasificación por puntos | Clasificación por puntos | Clasificación por puntos         | Clasificación por puntos | Clasificación por puntos |
| Ciclista                 | Ciclista                 | Equipo                           | Puntos                   |                          |
| ------------------------ | ------------------------ | -------------------------------- | ------------------------ | ------------------------ |
| 1.º                      | Óscar Sevilla            | Medellín                         | 77 pts                   |                          |
| 2.º                      | Óscar Quiroz             | Coldeportes Bicicletas Strongman | 58 pts                   |                          |
| 3.º                      | Jonathan Cañaveral       | Coldeportes Bicicletas Strongman | 54 pts                   |                          |
| 4.º                      | Brandon Rivera           | GW Shimano                       | 46 pts                   |                          |
| 5.º                      | Róbigzon Oyola           | Medellín                         | 38 pts                   |                          |
| 6.º                      | Alexander Gil            | EPM                              | 34 pts                   |                          |
| 7.º                      | Johan Colón              | Coldeportes-Zenú                 | 27 pts                   |                          |
| 8.º                      | Juan Pablo Restrepo      | Orgullo Paisa                    | 26 pts                   |                          |
| 9.º                      | Andrés Camilo Pedroza    | Coldeportes Bicicletas Strongman | 26 pts                   |                          |
| 10.º                     | Didier Chaparro          | Orgullo Paisa                    | 25 pts                   |                          |

### Clasificación de las metas volantes
| Clasificación de las metas volantes | Clasificación de las metas volantes | Clasificación de las metas volantes | Clasificación de las metas volantes | Clasificación de las metas volantes |
| Ciclista                            | Ciclista                            | Equipo                              | Puntos                              |                                     |
| ----------------------------------- | ----------------------------------- | ----------------------------------- | ----------------------------------- | ----------------------------------- |
| 1.º                                 | Andrés Camilo Pedroza               | Coldeportes Bicicletas Strongman    | 22 pts                              |                                     |
| 2.º                                 | Walter Pedraza                      | GW Shimano                          | 15 pts                              |                                     |
| 3.º                                 | Jhon Anderson Rodríguez             | EPM                                 | 12 pts                              |                                     |
| 4.º                                 | Steven Cuesta                       | Deprisa                             | 8 pts                               |                                     |
| 5.º                                 | Óscar Quiroz                        | Coldeportes Bicicletas Strongman    | 6 pts                               |                                     |
| 6.º                                 | Edwin Parra                         | Sundark Arawak                      | 6 pts                               |                                     |
| 7.º                                 | Ivan Darío Bothia                   | Boyacá es Para Vivirla              | 6 pts                               |                                     |
| 8.º                                 | Remberto Jaramillo                  |                                     | 5 pts                               |                                     |
| 9.º                                 | Róbigzon Oyola                      | Medellín                            | 4 pts                               |                                     |
| 10.º                                | Brayan Baez Vanegas                 | BetPlay Cycling Team                | 4 pts                               |                                     |

### Clasificación de la combinada
| Clasificación de la combinada | Clasificación de la combinada | Clasificación de la combinada    | Clasificación de la combinada | Clasificación de la combinada |
| Ciclista                      | Ciclista                      | Equipo                           | Puntos                        |                               |
| ----------------------------- | ----------------------------- | -------------------------------- | ----------------------------- | ----------------------------- |
| 1.º                           | Óscar Sevilla                 | Medellín                         | 25 pts                        |                               |
| 2.º                           | Óscar Quiroz                  | Coldeportes Bicicletas Strongman | 47 pts                        |                               |
| 3.º                           | Jhon Anderson Rodríguez       | EPM                              | 62 pts                        |                               |
| 4.º                           | Aldemar Reyes Ortega          | GW Shimano                       | 67 pts                        |                               |
| 5.º                           | José Tito Hernández           | Orgullo Paisa                    | 81 pts                        |                               |
| 6.º                           | Nicolás Paredes               | Medellín                         | 83 pts                        |                               |
| 7.º                           | Edwin Parra                   | Sundark Arawak                   | 101 pts                       |                               |
| 8.º                           | Danny Osorio                  | Orgullo Paisa                    | 102 pts                       |                               |
| 9.º                           | Ivan Darío Bothia             | Boyacá es Para Vivirla           | 111 pts                       |                               |
| 10.º                          | Carlos Andrés Parra           |                                  | 120 pts                       |                               |

### Clasificación de los jóvenes
| Clasificación del mejor joven | Clasificación del mejor joven | Clasificación del mejor joven    | Clasificación del mejor joven | Clasificación del mejor joven |
| Ciclista                      | Ciclista                      | Equipo                           | Tiempo                        |                               |
| ----------------------------- | ----------------------------- | -------------------------------- | ----------------------------- | ----------------------------- |
| 1.º                           | Brayan Hernández              | Coldeportes Bicicletas Strongman | 29 h 56 min 55 s              |                               |
| 2.º                           | Nicolás Sáenz                 |                                  | + 2 s                         |                               |
| 3.º                           | Alexander Cepeda              | Coraje Carchense                 | + 1 min 15 s                  |                               |
| 4.º                           | Santiago Ordóñez              | EPM                              | + 1 min 42 s                  |                               |
| 5.º                           | Fabian Fuentes                |                                  | + 5 min 49 s                  |                               |
| 6.º                           | Juan Pablo Vallejo            |                                  | + 12 min 57 s                 |                               |
| 7.º                           | Óscar Galvis                  | Coldeportes-Zenú                 | + 13 min 20 s                 |                               |
| 8.º                           | Diego Camargo                 | Coldeportes-Zenú                 | + 14 min 09 s                 |                               |
| 9.º                           | Carlos Herney Soler           |                                  | + 15 min 48 s                 |                               |
| 10.º                          | Harold Tejada                 | Medellín                         | + 15 min 52 s                 |                               |

### Clasificación por equipos
| Clasificación por equipos | Clasificación por equipos               | Clasificación por equipos | Clasificación por equipos |
| Equipo                    | Equipo                                  | Tiempo                    |                           |
| ------------------------- | --------------------------------------- | ------------------------- | ------------------------- |
| 1.º                       | Coldeportes Bicicletas Strongman        | 89 h 36 min 45 s          |                           |
| 2.º                       | EPM-Scott                               | + 3 min 30 s              |                           |
| 3.º                       | Orgullo Paisa                           | + 4 min 45 s              |                           |
| 4.º                       | Medellín                                | + 6 min 06 s              |                           |
| 5.º                       | Supergiros-Alcaldía de Manizales        | + 8 min 00 s              |                           |
| 6.º                       | GW Shimano Chaoyang Kixx Envía PX Lazer | + 8 min 07 s              |                           |
| 7.º                       | Boyacá es Para Vivirla                  | + 11 min 47 s             |                           |
| 8.º                       | Sundark Arawak                          | + 15 min 42 s             |                           |
| 9.º                       | Coldeportes Zenú                        | + 34 min 32 s             |                           |
| 10.º                      | Avinal-GW-Carmen de Viboral             | + 1 h 03 min 28 s         |                           |

## Evolución de las clasificaciones
| Etapa                   | Ganador de etapa        | Clasificación general | Clasificación de la montaña | Clasificación de la regularidad | Clasificación de la combinada | Clasificación de la combatividad | Clasificación de las metas volantes | Clasificación sub-23 | Clasificación sprint especial | Clasificación de la gran diferencia | Clasificación de la excelencia | Clasificación por equipos |
| ----------------------- | ----------------------- | --------------------- | --------------------------- | ------------------------------- | ----------------------------- | -------------------------------- | ----------------------------------- | -------------------- | ----------------------------- | ----------------------------------- | ------------------------------ | ------------------------- |
| 1.ª                     | Johan Colón             | Johan Colón           | Brayan Sánchez              | Óscar Sevilla                   | Heiner Parra                  | Alexander Gil                    | Jaime Castañeda                     | Cristian Ruiz        | José Tito Hernández           | Edison Muñoz                        | Edward Beltrán                 | EPM-Scott                 |
| 2.ª                     | Óscar Sevilla           | Óscar Sevilla         | Edison Muñoz                | Óscar Sevilla                   | Nicolás Paredes               | Óscar Sevilla                    | Óscar Quiroz                        | Juan Tito Rendón     | Harold Tejada                 | Óscar Quiroz                        | Stiber Ortíz                   | Medellín                  |
| 3.ª                     | Óscar Quiroz            | Óscar Sevilla         | Edison Muñoz                | Johan Colón                     | Edison Muñoz                  | Óscar Quiroz                     | Óscar Quiroz                        | Juan Tito Rendón     | Steven Cuesta                 | Óscar Quiroz                        | Juan Diego Hoyos               | Medellín                  |
| 4.ª                     | Alexander Cepeda        | Óscar Sevilla         | John Anderson Rodríguez     | Óscar Sevilla                   | Óscar Quiroz                  | Heiner Parra                     | Óscar Quiroz                        | Óscar Galvis         | Steven Cuesta                 | Heiner Parra                        | George Tibaquirá               | Medellín                  |
| 5.ª                     | Luis Carlos Chía        | Óscar Sevilla         | Nicolás Paredes             | Óscar Sevilla                   | Óscar Sevilla                 | Heiner Parra                     | Steven Cuesta                       | Óscar Galvis         | Stiber Ortíz                  | Heiner Parra                        | Marco Tulio Suesca             | Medellín                  |
| 6.ª                     | Brayan Sánchez          | Óscar Sevilla         | Edison Muñoz                | Óscar Sevilla                   | Óscar Sevilla                 | Andrés Pedroza                   | Walter Pedraza                      | Óscar Galvis         | Stiber Ortíz                  | Heiner Parra                        | Brandon Rivera                 | Medellín                  |
| 7.ª                     | Stiber Ortíz            | Óscar Sevilla         | Edison Muñoz                | Óscar Sevilla                   | Óscar Sevilla                 | Andrés Pedroza                   | Andrés Pedroza                      | Óscar Galvis         | Stiber Ortíz                  | Andrés Pedroza                      | Juan Pablo Vellejo             | Bicicletas Strongman      |
| 8.ª                     | Óscar Quiroz            | Óscar Sevilla         | Edison Muñoz                | Óscar Sevilla                   | Óscar Sevilla                 | Andrés Pedroza                   | Andrés Pedroza                      | Nicolas Sáenz        | Stiber Ortíz                  | Diego Cano                          | Rafael Hernández               | Bicicletas Strongman      |
| 9.ª                     | Juan Pablo Restrepo     | Óscar Sevilla         | Edison Muñoz                | Óscar Sevilla                   | Óscar Sevilla                 | Andrés Pedroza                   | Andrés Pedroza                      | Nicolas Sáenz        | Stiber Ortíz                  | Heiner Parra                        | Brandon Rivera                 | Bicicletas Strongman      |
| 10.ª                    | Didier Merchán          | Óscar Sevilla         | Edison Muñoz                | Óscar Sevilla                   | Óscar Sevilla                 | Andrés Pedroza                   | Andrés Pedroza                      | Brayan Hernández     | Stiber Ortíz                  | Diego Cano                          | Isaac Jaguaro                  | Bicicletas Strongman      |
| Clasificaciones finales | Clasificaciones finales | Óscar Sevilla         | Edison Muñoz                | Óscar Sevilla                   | Óscar Sevilla                 | Andrés Pedroza                   | Andrés Pedroza                      | Brayan Hernández     | Stiber Ortíz                  | Diego Cano                          | Isaac Jaguaro                  | Bicicletas Strongman      |